# Xantus-alka
A Xantus-alka (Synthliboramphus hypoleucus) a madarak osztályának a lilealakúak (Charadriiformes) rendjébe és az alkafélék (Alcidae) családjába tartozó faj.

## Rendszerezése
A fajt Xántus János magyar természettudós, utazó és néprajzkutató írta le 1811-ben, a Brachyrhamphus nembe Brachyrhamphus hypoleucus néven.

## Alfajai
- Synthliboramphus hypoleucus hypoleucus (Xantus de Vesey, 1860)
- Synthliboramphus hypoleucus scrippsi (Green & Arnold, 1939)[2]  vagy Synthliboramphus scrippsi[1]

## Előfordulása
Észak-Amerika nyugati részén, Kanada, az Amerikai Egyesült Államok és Mexikó területén honos. Természetes élőhelyei a sziklás tengerpartok és szigetek, valamint a nyílt óceán. Állandó, nem vonuló faj.

## Megjelenése
Testhossza 25 centiméter.

## Természetvédelmi helyzete
Az elterjedési területe nagy, egyedszáma 5000 példány körüli és csökken. A Természetvédelmi Világszövetség Vörös listáján veszélyeztetett fajként szerepel.